# Графтон (округ, Нью-Гемпшир)
Шаблон:StateAbbr_ 43°53′46″ пн. ш. 71°53′41″ зх. д. / 43.896069° пн. ш. 71.89463° зх. д.
Округ  Графтон (англ. Grafton County) — округ (графство) у штаті  Нью-Гемпшир, США. Ідентифікатор округу 33009.

## Історія
Округ утворений 1769 року.

## Демографія
За даними перепису 
2000 року 
загальне населення округу становило 81743 осіб, зокрема міського населення було 28696, а сільського — 53047.
Серед мешканців округу чоловіків було 40186, а жінок — 41557. В окрузі було 31598 домогосподарств, 20266 родин, які мешкали в 43729 будинках.
Середній розмір родини становив 2,9.
Віковий розподіл населення поданий у таблиці:
| Стать    | До 15 років | 15-21 | 22-29 | 30-39 | 40-49 | 50-65 | 65-85 | Понад 85 |
| -------- | ----------- | ----- | ----- | ----- | ----- | ----- | ----- | -------- |
| Чоловіки | 7446        | 5681  | 4045  | 5304  | 6351  | 6603  | 4361  | 395      |
| Жінки    | 7141        | 5457  | 3843  | 5499  | 6676  | 6724  | 5229  | 988      |

## Суміжні округи
- Ессекс, Вермонт — північ
- Коос — північний схід
- Керролл — схід
- Белкнеп — південний схід
- Меррімак — південь
- Салліван — південь
- Віндзор, Вермонт — південний захід
- Орандж, Вермонт — захід
- Каледонія, Вермонт — північний захід

## Відомі уродженці
- Аланіс Обомсавін — канадська режисерка і сценаристка індіанського походження, авторка документальних фільмів про індіанців Канади.